# M

Mötesplats.

M är den trettonde bokstaven i det moderna latinska alfabetet.

## Betydelser

### Versalt M
- Symbol för mega, SI-prefix för faktorn 1 000 000.
- Inom SAB:s klassifikationssystem signum för etnografi, socialantropologi och etnologi, se M (SAB).
- Betecknar talet tusen (1000) i det romerska talsystemet.
- Nationalitetsbeteckning för motorfordon från Malta.
- Länsbokstav för Skåne län (tidigare Malmöhus län).
- På vägmärke betyder det mötesplats.
- Namnet på James Bonds chef i filmerna och böckerna om densamme. Karaktärens riktiga namn är Sir Miles Messervy, se M (James Bond).
- En film av Fritz Lang, se M (film).
- Förkortning för Motormännens Riksförbund.
- Artistnamn för sångaren Robin Scott.
- Trafikplatssignatur för Malmö centralstation.
- M GmbH, ett dotterbolag till BMW.
- M (tecknad serie), en serie av Mads Eriksen.
- Partiförkortning för Moderata samlingspartiet.
- Förkortning för Miljö- och energidepartementet.
- Beteckning för en typ av gängor, se M-gänga.
- Godispåse från Marabou.
- Inom universitetet står det för civilingenjörers inriktning Maskinteknik
- M-bandet, radiofrekvenser från 60 till 100 GHz
- Molar, kemiskt mått

### Gement m
- Symbol för meter, måttenheten för längd i Internationella måttenhetssystemet.
- Symbol för milli, SI-prefix för faktorn 1/1000.

## Historia
Till det latinska alfabetet kom bokstaven M från den grekiska bokstaven my, som i sin tur härstammade från den feniciska bokstaven "mem", vilken ursprungligen föreställde vatten (eller rättare sagt vattenvågor).

## Datateknik
I datorer lagras M samt förkomponerade bokstäver med M som bas och vissa andra varianter av M med följande kodpunkter:
| Unicode | Gemen |                                           | Unicode | Versal |                                       | Används bl.a. i följande språk         |
| ------- | ----- | ----------------------------------------- | ------- | ------ | ------------------------------------- | -------------------------------------- |
| U+006D  | m     | LATIN SMALL LETTER M                      | U+004D  | M      | LATIN CAPITAL LETTER M                | de flesta där latinskt alfabet används |
| U+1D50  | ᵐ     | MODIFIER LETTER SMALL M                   |         |        |                                       |                                        |
| U+1E3F  | ḿ     | LATIN SMALL LETTER M WITH ACUTE           | U+1E3E  | Ḿ      | LATIN CAPITAL LETTER M WITH ACUTE     |                                        |
| U+1E41  | ṁ     | LATIN SMALL LETTER M WITH DOT ABOVE       | U+1E40  | Ṁ      | LATIN CAPITAL LETTER M WITH DOT ABOVE | äldre ortografi för klassisk gaeliska  |
| U+1E43  | ṃ     | LATIN SMALL LETTER M WITH DOT BELOW       | U+1E42  | Ṃ      | LATIN CAPITAL LETTER M WITH DOT BELOW |                                        |
| U+0271  | ɱ     | LATIN SMALL LETTER M WITH HOOK            |         |        |                                       | IPA                                    |
| U+026F  | ɯ     | LATIN SMALL LETTER TURNED M               |         |        |                                       | IPA                                    |
| U+0270  | ɰ     | LATIN SMALL LETTER TURNED M WITH LONG LEG |         |        |                                       | IPA                                    |

I ASCII-baserade kodningar lagras M med värdet 0x4D (hexadecimalt) och m med värdet 0x6D (hexadecimalt).
I EBCDIC-baserade kodningar lagras M med värdet 0xD4 (hexadecimalt) och m med värdet 0x94 (hexadecimalt).
Övriga varianter av M lagras med olika värden beroende på vilken kodning som används, om de alls kan representeras.